# Canoagem nos Jogos Pan-Americanos de 2015 - K-1 200 m masculino
A competição do K-1 200 metros masculino foi um dos eventos da canoagem nos Jogos Pan-Americanos de 2015. Foi disputada na Welland Pan Am Flatwater Centre, em Welland, nos dias 12 de julho e 14 de julho.

## Calendário
Horário local (UTC-4).
| Data        | Horário | Fase      |
| ----------- | ------- | --------- |
| 12 de julho | 10:05   | Baterias  |
| 12 de julho | 11:31   | Semifinal |
| 14 de julho | 9:25    | Final     |

## Medalhistas
| Ouro   | CAN Mark de Jonge                 |
| Prata  | BRA Edson Isaias Freitas Da Silva |
| Bronze | ECU Cesar De Cesare               |

## Resultados

### Baterias

#### Bateria 1
| Pos. | Canoísta                      | Nacionalidade      | Tempo  | Notas |
| ---- | ----------------------------- | ------------------ | ------ | ----- |
| 1    | Ruben Voisard Rezola          | ARG Argentina      | 36.289 | F     |
| 2    | Fidel Vargas                  | CUB Cuba           | 36.401 | F     |
| 3    | Edson Isaias Freitas Da Silva | BRA Brasil         | 36.685 | F     |
| 4    | Timothy Hornsby               | USA Estados Unidos | 37.740 | SF    |
| 5    | Sebastian Romero              | URU Uruguai        | 39.109 | SF    |
| 6    | Yojan Adolfo Cano Gonzalez    | COL Colômbia       | 41.882 | SF    |

#### Bateria 2
| Pos. | Canoísta               | Nacionalidade | Tempo  | Notas |
| ---- | ---------------------- | ------------- | ------ | ----- |
| 1    | Mark de Jonge          | CAN Canadá    | 35.681 | F     |
| 2    | Cesar De Cesare        | ECU Equador   | 36.378 | F     |
| 3    | Antonio Oropeza Suarez | VEN Venezuela | 37.454 | F     |
| 4    | Jordan Salazar         | MEX México    | 37.490 | SF    |
| 5    | Edvin Buc Solorzano    | GUA Guatemala | 42.057 | SF    |

### Semifinal
| Pos. | Canoísta                   | Nacionalidade      | Tempo  | Notas |
| ---- | -------------------------- | ------------------ | ------ | ----- |
| 1    | Timothy Hornsby            | USA Estados Unidos | 38.519 | F     |
| 2    | Sebastian Romero           | URU Uruguai        | 39.542 | F     |
| 3    | Jordan Salazar             | MEX México         | 39.761 | F     |
| 4    | Yojan Adolfo Cano Gonzalez | COL Colômbia       | 43.837 |       |
| 5    | Edvin Buc Solorzano        | GUA Guatemala      | 45.752 |       |

### Final
| Pos.              | Canoísta                      | Nacionalidade      | Tempo  | Notas |
| ----------------- | ----------------------------- | ------------------ | ------ | ----- |
| Medalha de ouro   | Mark de Jonge                 | CAN Canadá         | 35.733 |       |
| Medalha de prata  | Edson Isaias Freitas Da Silva | BRA Brasil         | 36.239 |       |
| Medalha de bronze | Cesar De Cesare               | ECU Equador        | 36.431 |       |
| 4                 | Ruben Voisard Rezola          | ARG Argentina      | 36.674 |       |
| 5                 | Fidel Vargas                  | CUB Cuba           | 37.103 |       |
| 6                 | Timothy Hornsby               | USA Estados Unidos | 37.356 |       |
| 7                 | Jordan Salazar                | MEX México         | 38.203 |       |
| 8                 | Sebastian Romero              | URU Uruguai        | 38.369 |       |
| 9                 | Antonio Oropeza Suarez        | VEN Venezuela      | 41.591 |       |